# 鹿児島シティエフエム

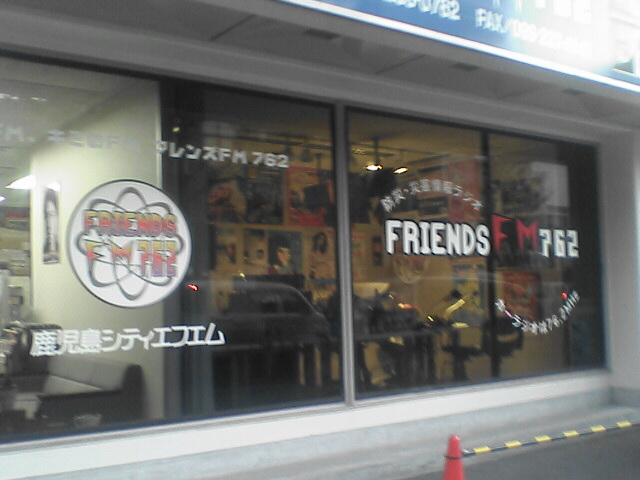
2006年11月当時の鹿児島シティエフエム社屋（鹿児島市照国町）

鹿児島シティエフエム株式会社（かごしまシティエフエム）は、鹿児島県鹿児島市の一部地域を放送区域として超短波放送（FM放送）をする特定地上基幹放送事業者である。
FRIENDS FM 762（フレンズエフエム ななろくに）またはフレンズFMの愛称でコミュニティ放送をしている。

## 概要

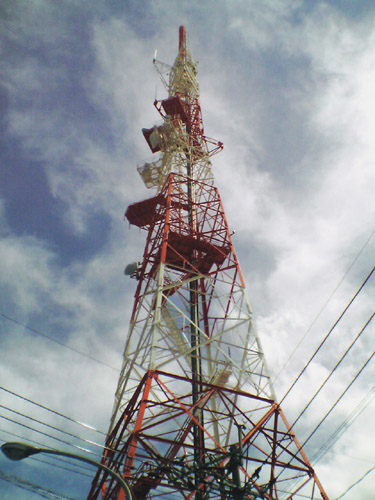
鹿児島シティエフエム・送信所（鹿児島テレビ放送本社テレビ塔）

鹿児島市周辺に甚大な被害を与えた平成5年8月豪雨（通称、8・6水害）では、発生時が細川内閣設立と重なった為、鹿児島の放送局が東京発の報道特別番組に押され十分な情報を届けられなかった。この一件を契機として開局の準備が進められ、1997年10月1日に鹿児島県初のコミュニティ放送局として開局した。
鹿児島テレビ（KTS）の公式サイトにもあるようにKTSの関連企業として位置づけられ、同社アナウンサーの出演番組やニュースも放送されている。そのため、イベントの協賛に関しては、マスコミ業界においてKTSが単独で関与しているイベントのみに当局も割り込む形のみを取っている。また2007年（平成19年）4月までは関連企業の一つ・KTSクリエイティブと共に第3岩崎ビルへ社屋を構えていた。
2010年（平成22年）からはマスメディア集中排除原則にいう支配関係にある。
鹿児島テレビの鉄塔から周波数76.2MHz、空中線電力20W（最大実効輻射電力68W）で送信している。鹿児島市内（開局当時）では比較的良好、及び錦江湾の周辺市町を中心に聴取可能。受信報告書を送付するとベリカードを発行する。
月曜日から金曜日の未明（26:00 - 29:00）は放送休止。金・土深夜（土・日未明）は終夜放送。自社制作時間帯以外はJ-WAVEの番組などを放送。愛称である"FRIENDS FM 762"は藤井フミヤにより名付けられた。フミヤはジングルにも登場し「オレのFM、キミのFM、フレンズFM762」とアナウンスしている。このキャッチフレーズをはじめとして、ロゴマーク、当時のスタジオだった「天文館フレンズスタジオ」のデザインなど多岐に渡り、かつて開局当時からの社外取締役でスーパーバイザーにも就任していたフミヤが手掛け、アドバイスなども行っていたほか、当局のウェブサイトには当時、フミヤからのお祝いコメントと、その音声メッセージも掲載されており、当ウェブサイト内に開設されていた「みんなの掲示板」にも、フミヤが書き込みを行っていたほか、当局が開局当時の頃、『森田一義アワー 笑っていいとも!』の「テレフォンショッキング」にフミヤが出演した際には、当時の鹿児島にラジオ局が少なかったことを愁い、上述の開局理由に賛同して取締役として全面的に協力していることを語っていた。

## 年表
- 1997年（平成9年）
  - 5月14日 - 第三セクターとして鹿児島シティエフエム株式会社設立
  - 8月6日 - 放送局[注釈 5]の予備免許取得、空中線電力は10W
  - 9月18日 - 放送局の免許取得
  - 10月1日 - 12時に「サンクス・フミヤ!」の放送をもって本放送開始（開局）
- 1999年（平成11年）- 空中線電力を20Wに増力
- 2007年（平成19年）4月16日 - 社屋を鹿児島市下荒田に移転
- 2016年（平成28年）12月5日 - 社屋を鹿児島市紫原に移転

## 主な自社製作の番組
放送時間は日本標準時（以下、同様）。

### 現在の番組
- フレッシュライフかごしま（月：7:53 - 8:00）
- 空・とぶ・TAMAGO〜情報宅配便〜（月 - 木：11:30 - 13:30）
- イブニングレディオ（月 - 金：17:00 - 19:00）
- 感じるさつま魂（月：16:30 - 17:00）
- フレンズルーム（火：16:30 - 17:00）
- フレンズスポーツ（水：16:30 - 17:00）
- MUSIC B.L.V.D～音楽大通り～（木：16:30 - 17:00）
- しょうげんさんのなすがままに（水：18:00 - 18:15）
- トーク・イン・トーク（金：19:00 - 19:30）
- KTS SUPPIN ブレイク（土：12:00 - 13:00、再放送　土：15:30 - 16:30）
- 若サマのたて・ヨコ・NANAME（月：18:00 - 18:15・（再）金：22:30 - 22:45、土：16:30 - 16:45）
- 迫田先生のデンタルラジオ（火：18:00 - 18:15）
- 最福寺ラジオ（第1・第3土：17:30 - 18:00）
- かごしまンドリーム（第4土：17:30 - 18:00）

### 過去の番組
- 前原さとみのただいま!ラジオ（月 - 木：17:05 - 18:45）
- 前原さとみのただいま!ラジオフライデースペシャル（金：14:00 - 16:00、17:05 - 18:45）
1999年 - 2002年放送。パーソナリティの都合で終了。
- Happy Happy's（木：12:05 - 13:58） - 2007年2月まで
- Bloomin' Friday（金：12:00 - 13:30） - 2007年2月まで
パーソナリティはエフエム鹿児島でFRIDAY AIR SHUFFLE EVENING TRACKSを担当しており、Bloomim' Friday終了後2時間半で出演していることになっていた。
- 今夜は!チチンプイプイ（月 - 水：18:45 - 19:00、再放送・火 - 木：23:45 - 24:00）
- ミュージックボックス：パーソナリティー：竹原志保
- 鹿児島お得だねット!（月 - 金： 11:53 - 11:58）
2007年5月 - 7月。鹿児島県内の他コミュニティ放送局でも放送されていた。
おおすみFMネットワークは月 - 金の10:55からの放送で1か月ほどの遅れがあった。
ディ!ウェイヴは月 - 金の13:00からの放送。
番組進行はパーソナリティの福元ゆみによるもので、音楽クリエーターである小田聖夏[注釈 6]とのタッグで構成されていた。
- パンドラの箱（月 - 金：16:44 - 16:59）パーソナリティ：ドシテン梨加ほか
- mameのCLAP×CLAP×MUSIC（金： 10:00 - 11:52）
- 発掘!いいよね本舗 天文館本店（月 - 木：17:05 - 18:58）
2011年7月まで。毎月最終木曜日は鹿児島市内から出張放送。
番組パーソナリティは柳田弘志。飲酒運転撲滅キャンペーンCMでは野口たくお（MBCタレント）・DJ POCKY（エフエム鹿児島パーソナリティ）と共に出演し、2007年からは毎年2月に前述の2人と3局[注釈 7]合同の番組を担当した[注釈 8]。
- Spice of Life（月：16:00 - 16:30）
- FRIENDS MUSIC WAVE（ノンストップミュージック）（月：16:30 - 16:52、水：16:30 - 16:52）
- 新　西郷隆盛物語（月：16:52 - 17:00）
- イブニングコール（月・火・木：17:05 - 19:00、水：17:05 - 18:45）
- 清水哲男の鹿児島裏表（水 - 金：16:45 - 17:00）
- BLOOM PARTY（水：18:45 - 19:00）

## 技術関係

### スタジオ（演奏所）
2016年12月5日より鹿児島市紫原6-17-3に社屋・スタジオが移転。ここはKTS本社に隣接している。
2007年4月16日より鹿児島市下荒田1-20-4に社屋・スタジオが移転。これは社屋のあった第3岩崎ビルが売却・取り壊されるのに伴うもの。
1世代前のスタジオは鹿児島市照国町の社屋（当時）内にある「テンスリースタジオ」。国道3号沿いにあり外部から見学が出来た。
開局時は鹿児島市東千石町14-10（三井生命ビル5F、天文館エリア）に本社、リバティハウス（鹿児島市千日町15-15、天文館G3アーケード）に演奏所がおかれており、ベリカードには2006年11月時点においてもリバティハウスが演奏所と記載されていた。

### 番組表
年2回番組表（タイムテーブル）を発行。一部誤植がみられる（2006年冬・2007年春版ではJam the WORLDをREALITY BITESと紹介）。また、南日本新聞紙面にも1997年の開局より番組表が掲載されている。

### ニュース・天気・交通情報
全国ニュースはJ-WAVEの「Headline News」とフレンズFM側の「City FM News」で賄われており、ローカルニュースは「KTSニュース」・「南日本新聞ニュース」と題して放送されている。また、「かごしま通勤ナビゲーション」内では南日本新聞の朝刊の内容を読み上げるコーナーがある。BGMは鹿児島讀賣テレビの放送開始曲と同一である。気象情報は鹿児島市のある薩摩地方だけでなく県内全域と一部の隣接地域も読み上げる。交通情報は日本道路交通情報センター（JARTIC）提供。フレンズFMでは番組パーソナリティが情報を読み上げる。BGMはエフエム石川の「Just in Life」の開始曲と同一である。なお、J-WAVEの再送信中は全国ニュースに続けて首都圏向けの気象・交通情報がそのまま流される事も多い。

### ヘヴィー・ローテーション
ヘヴィー・ローテーションのことをフレンズFMではFセレクションと呼称している。毎月邦楽・洋楽からそれぞれ1曲選出される。

### 防災体制
鹿児島市と提携しており、鹿児島市消防局に緊急割込装置が設置されている。割込みは火災発生時や台風接近時などに行われる。

### 時報
時報音として「ド」の音を2回鳴らす。2回目が1オクターヴ高いが、必ずしも2回目が正時を表しているとはいい難い。理由は次項。7時・13時・18時には独自のアナウンスが用意されている。

### 再送信されている主な番組
J-WAVE内での番組枠移行や交換、フレンズFMの自社番組の開始・終了に伴い、一部番組は飛び乗り・飛び降り、曜日限定ネット、事実上の打ち切りがある。以下に列挙するのは2017年10月改編時点における番組。

#### 平日
『THE KINGS PLACE』終了後から『JUST A LITTLE LOVIN'』『GLASSY WEEKEND』までの時間帯は局名告知を挟んで放送を休止する。
- JUST A LITTLE LOVIN'（月 - 木：5:00 - 6:00）
- J-WAVE TOKYO MORNING RADIO（月 - 木：6:00 - 9:00）
- GLASSY WEEKEND（金：5:00 - 6:00）
- 〜JK RADIO〜TOKYO UNITED（金：6:00 - 11:30）
- STEP ONE（月・火・水：9:00 - 11:30　木：9:00 - 13:00）
- GOOD NEIGHBORS（月・火・水：14:00 - 16:00　木：13:00 - 16:00）
- ALL GOOD FRIDAY（金：11:30 - 16:00）
- DRIVE IN JAPAN （金：16:00 - 16:30）
- GOLD RUSH（金：19:30 - 20:00）
- Jam the WORLD（月 - 木：19:00 - 21:00）
- SONAR MUSIC（月 - 木：21:00 - 24:00）
- AVALON（金：20:00 - 22:00）
- FIND ONE STYLE（金：23:00 - 23:30）
- SUGAR WATER（金：23:30 - 24:00）
- WORDS ALIVE（金：24:00 - 24:30）
- SPARK（月 - 木：24:00 - 25:00）
- SOMEWHERE IN ASIA（金：24:30 - 25:00）
- THE KINGS PLACE（月 - 木：25:00 - 26:00）
- WORD FREAK（金：25:00 - 25:30）
- MUSIC HUB（金：25:30 - 26:00）
- ORIENTAL MUSIC SHOW（金：26:00 - 26:30）
- WITH（金：26:30 - 27:00）
- J'S SELECTION（金：27:00 - 29:00）

#### 週末
土曜日の昼・夕方の一部番組やジングル等を除き、原則としてJ-WAVEの番組が再送信されている。
- TOKIO HOT 100（13:00 - 16:54）
- SAUDE! SAUDADE....（17:00 - 17:54）

## その他
- NHK鹿児島放送局と 南日本放送（MBC） - 2003年8月6日に合同で防災シンポジウム番組を放送した。
- 鹿児島讀賣テレビ（KYT） - この局の送信所（29ch）もKTSの鉄塔を利用している。
- エフエム鹿児島（μFM） - 一部パーソナリティが番組を掛け持ちしている。また、毎年8月に鹿児島市で開催されている「かごしま錦江湾サマーナイト大花火大会」の特番をコマーシャルを含め共同で放送している。
- FMぎんが - 同じ鹿児島市内をエリアとするコミュニティ放送局。中崎電子工業が免許人。
- 南日本新聞 - 鹿児島県内のコミュニティ放送局では唯一番組表を掲載している[8]。